# Tour de Lombardie 1973
La 67e édition du Tour de Lombardie s'est déroulée le 13 octobre 1973. La course a été remportée par le coureur italien Felice Gimondi après le déclassement à la suite d'un contrôle antidopage positif à la noréphédrine du coureur belge et tenant du titre Eddy Merckx. Le parcours s'est déroulé entre Côme et Milan sur une distance de 260 kilomètres.

## Présentation

### Favoris
Le double tenant du titre, Eddy Merckx, est présent et fait figure de grand favori. 

## Déroulement de la course
Le coureur belge Eddy Merckx passa la vitesse supérieure vers le bas du passo d’Intelvi à 65 km de l’arrivée. Seul son compatriote Roger De Vlaeminck a réussi à le suivre mais sera finalement distancé à la suite d'une chute sans gravité dans la côte de Schignano.
Eddy Merckx passera finalement seul la ligne d’arrivée, suivi par l’Italien Felice Gimondi, vainqueur du sprint à 4 min 15 s du vainqueur.
Après le contrôle antidopage, le coureur belge sera déclassé et la victoire finale reviendra à son poursuivant direct, soit l’Italien Felice Gimondi. Le deuxième est donc le Belge Roger De Vlaeminck et le podium est complété par un autre Belge, Herman Van Springel.

## Classement final
| Pos. | Coureur             | Pays     | Temps              |
| ---- | ------------------- | -------- | ------------------ |
| DQ   | Eddy Merckx         | Belgique | en 7 h 03 min 27 s |
| 1    | Felice Gimondi      | Italie   | en 7 h 07 min 42 s |
| 2    | Roger De Vlaeminck  | Belgique | mt                 |
| 3    | Herman Van Springel | Belgique | mt                 |
| 4    | Marcello Bergamo    | Italie   | mt                 |
| 5    | André Dierickx      | Belgique | mt                 |
| 6    | Miguel María Lasa   | Espagne  | mt                 |
| 7    | Régis Ovion         | France   | mt                 |
| 8    | Frans Verbeeck      | Belgique | mt                 |
| 9    | Franco Bitossi      | Italie   | mt                 |
| 10   | Italo Zilioli       | Italie   | mt                 |
| 11   | Michel Pollentier   | Belgique | mt                 |
| 12   | Enrico Maggioni     | Italie   | mt                 |
| 13   | Wladimiro Panizza   | Italie   | mt                 |